# Géographie de la Jordanie

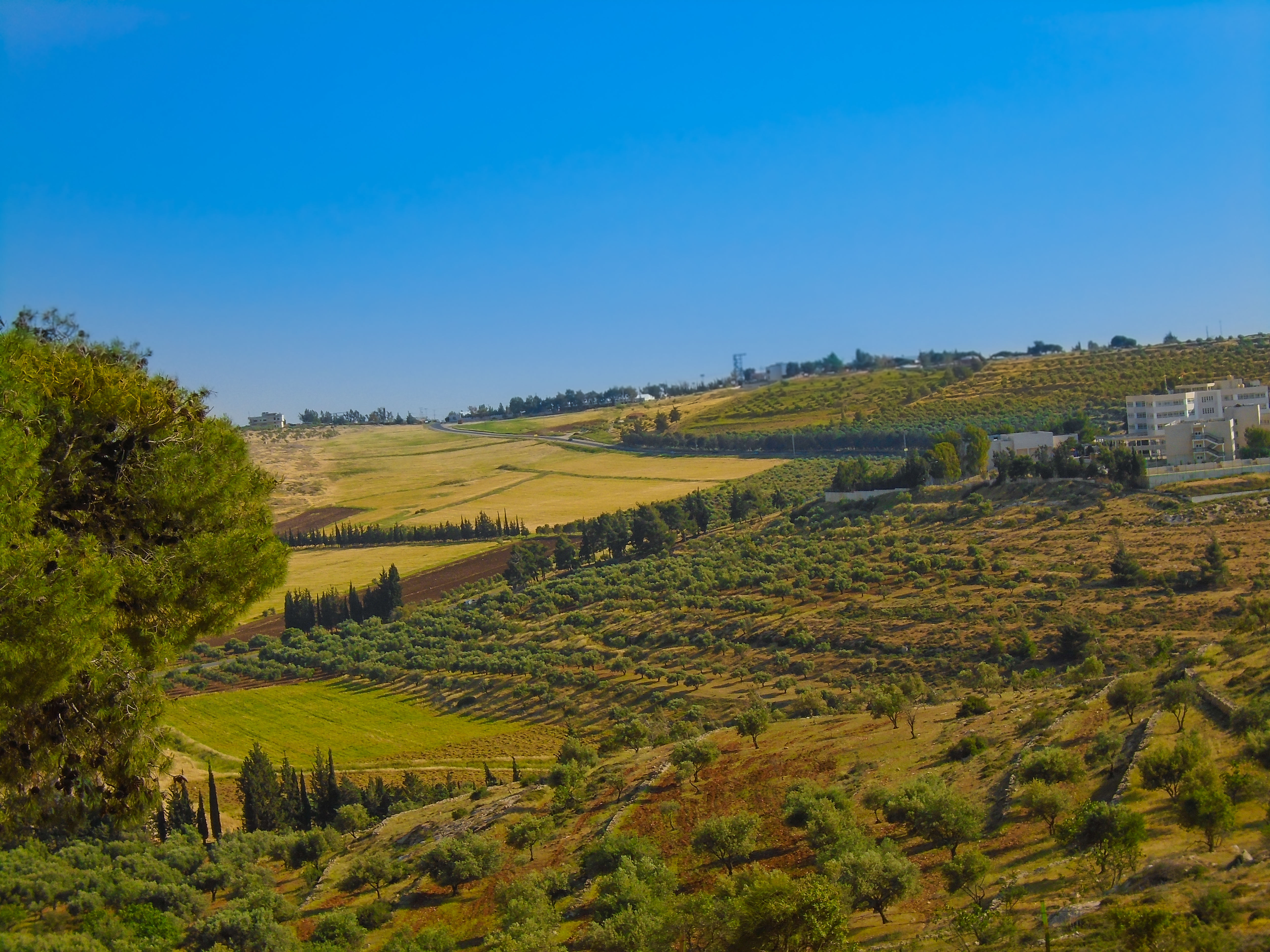
Dans le parc national de Amman, en Jordanie. Avril 2018.

La Jordanie est un pays du Proche-Orient, entouré par la Syrie au nord, l'Irak au nord-est, l'Arabie saoudite à l'est et au sud, et enfin Israël à l'ouest. Toutes ces frontières représentent 1 619 km. Le golfe d'Aqaba et la Mer Morte délimitent aussi le pays. La Jordanie possède également 26 km de littoral. Les principales villes du pays sont Amman (1 181 000 habitants en 2001), Irbid et Az Zarqa, toutes trois situées dans le nord-ouest du pays.
La Jordanie est composée principalement d’un plateau désertique aride à l'est, et d’une région montagneuse à l'ouest. La vallée du Grand Rift et le Jourdain sépare la Jordanie d'Israël. Le point culminant du pays est le Jabal Umm ad Dami à 1 854 mètres - longtemps il fut cru que c'était le Jabal Ramm, pourtant plus bas d'une centaine de mètres. À l’inverse la Mer Morte est le point le moins élevé. Le climat est sec et chaud, conséquence du désert. Cependant, le pays a une saison pluvieuse à l'ouest de novembre à avril.
Avec 14 autres pays, on considère la Jordanie comme étant « le berceau de la civilisation ».
97,2 % de la population est musulmane, principalement de rite sunnite et environ 2,7 % de chrétiens orthodoxes vivent en Jordanie surtout à Amman et à Irbid.

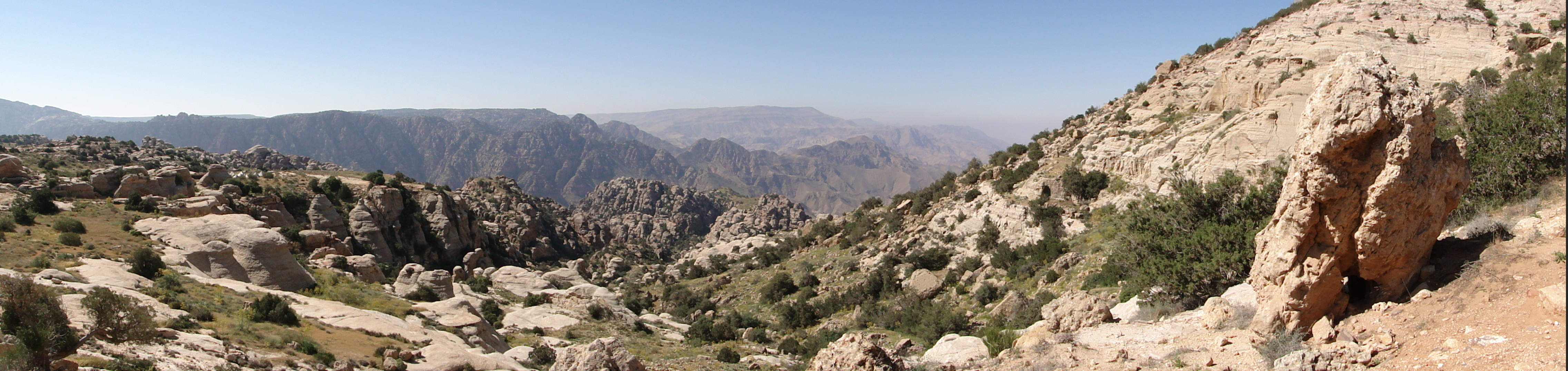
Paysage de la réserve de Dana